# Grace Ebor

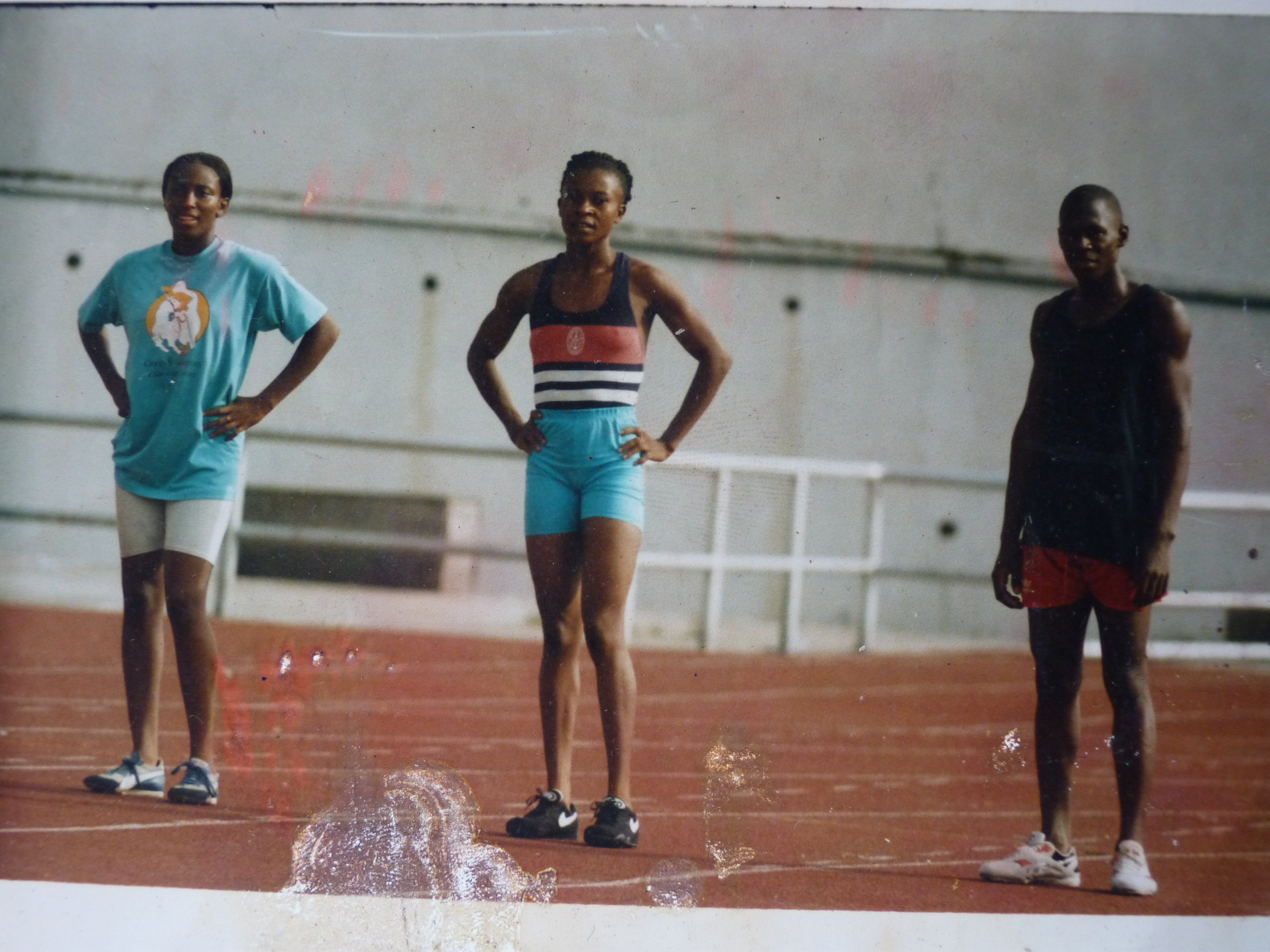
Grace Ebor năm 2002, đào tạo tại Calabar với các đồng nghiệp Nwokeye và Sooter

Grace Ebor (sinh ngày 8 tháng 8 năm 1977) là một vận động viên người Nigeria đã nghỉ hưu, chuyên về các nội dung tầm trung. Cô đã giành huy chương vàng trong 800 mét tại Đại hội Thể thao toàn châu Phi 2003.
Cô có tỷ lệ cá nhân cao nhất là 2:02,04 trong 800 mét (2003) và 4: 28,17 trong 1500 mét (2005).

## Kỷ lục cuộc thi
| Năm                  | Giải đấu              | Địa điểm                   | Thứ hạng             | Nội dung             | Chú thích            |
| Representing Nigeria | Representing Nigeria  | Representing Nigeria       | Representing Nigeria | Representing Nigeria | Representing Nigeria |
| -------------------- | --------------------- | -------------------------- | -------------------- | -------------------- | -------------------- |
| 2002                 | Commonwealth Games    | Manchester, United Kingdom | 11th (sf)            | 800 m                | 2:03.65              |
| 2002                 | Commonwealth Games    | Manchester, United Kingdom | 16th (h)             | 1500 m               | 4:29.16              |
| 2003                 | All-Africa Games      | Abuja, Nigeria             | 1st                  | 800 m                | 2:02.04              |
| 2003                 | Afro-Asian Games      | Hyderabad, India           | 4th                  | 800 m                | 2:07.10              |
| 2005                 | Universiade           | Izmir, Turkey              | 11th (sf)            | 800 m                | 2:06.63              |
| 2005                 | Universiade           | Izmir, Turkey              | 16th (h)             | 1500 m               | 4:28.17              |
| 2006                 | African Championships | Bambous, Mauritius         | 12th (h)             | 800 m                | 2:10.40              |